# Validering
Validering (av engelskans validation) är när man officiellt godkänner ett dokument och bekräftar att det som står i dokumentet är korrekt. Ofta består dokumentet av ett förslag och valideringen går då ut på att se till att förslaget verkligen stämmer med förslagsställarens önskemål.
Allra vanligast är att dokumentet innehåller krav på en produkt. Valideringen är då en del av kravhanteringen och syftet med valideringen är att se till att man verkligen utvecklar den produkt som intressenterna vill ha.
När utvecklingen sedan är klar verifieras den färdiga produkten mot de validerade kraven. Ett inte helt ovanligt missförstånd är att validering är en variant av verifiering, men det är alltså helt fel. Det korrekta är att man validerar kraven på den tänkta produkten mot kravställarens önskemål, men att man verifierar egenskaperna hos den färdiga produkten mot kraven.
Inom kvalitetssäkring används validering i ISO-standard SS-EN ISO 9000:2015, definierat "bekräftelse genom att framlägga belägg för att krav för en specifik, avsedd användning eller tillämpning har uppfyllts", där "belägg" kan bestå av kontroll eller andra metoder för att fastställa egenskaper hos något.